# Barevný profil
Barevný profil, v originále ICC (International Color Consortium) profile, charakterizuje barvový gamut a vlastnosti reprodukčního zařízení či média. Tyto informace mohou být využity pro přesnou reprodukci či zobrazení barev na daném zařízení, ať je to tiskárna, monitor, skener, televize či jiné zařízení.
ICC profily jsou využívány zejména v aplikacích DTP, kde slouží k převodu mezi barevnými prostory RGB a CMYK a k zajištění barevné shody při reprodukci barev.